# Bengtskär
Bengtskär is een Fins onbewoond rotseiland in de Scherenzee, 25 kilometer ten zuidwesten van Hanko en maakt deel uit van de gemeente Kimitoön.
Het eiland is de meest zuidelijk gelegen plaats in Finland en is bereikbaar met de veerboot vanuit Kasnäs. Het eiland heeft een oppervlakte van circa twee hectare met een klein deel dat vegetatie heeft. Het grootste deel van het eiland bestaat uit graniet.
De vuurtoren van Bengstkär is met zijn 46 meter de hoogste van de Noordse landen en is een populaire toeristische attractie, beheerd door de Universiteit van Turku. Tijdens de Vervolgoorlog probeerden op 26 juli 1941 Russische troepen de vuurtoren te vernietigen, hen verhinderd door het aanwezige Finse garnizoen waardoor de toren enkel licht beschadigd werd. Dit staat bekend als de slag om Bengtskär.